# Typex (auteur)
Ne doit pas être confondu avec Typex.
Typex, pseudonyme de Raymond Koot (né en 1962), est un auteur de bande dessinée néerlandais.

## Publications en français
- Rembrandt, Casterman, 2015  (ISBN 978-2-203-09222-8).
- Andy, un conte de faits, Casterman, 2018  (ISBN 978-2-203-12737-1).

## Récompense
- 2013 : Prix Willy-Vandersteen, pour Rembrandt
- 2019 : Prix Stripschap, pour l'ensemble de son œuvre